# Draba breweri
Draba breweri är en korsblommig växtart som beskrevs av Sereno Watson. Draba breweri ingår i släktet drabor, och familjen korsblommiga växter. Inga underarter finns listade i Catalogue of Life.

## Bildgalleri

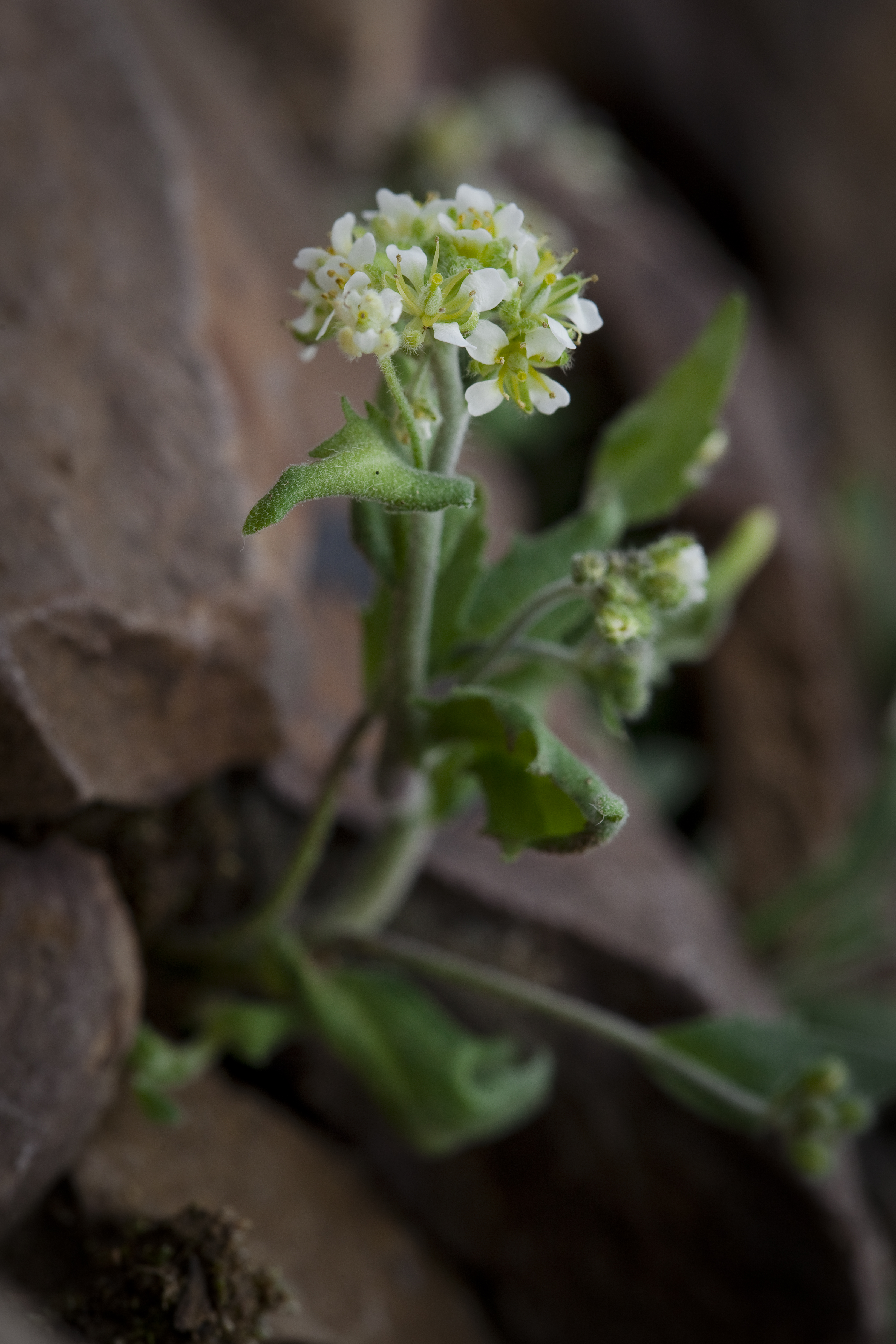